# 瑪麗·巴希爾
瑪麗·羅斯琳·巴希爾女爵士，AD CVO（1930年12月1日—），2001年至2014年間任澳洲新南威爾斯州州督，是該州首位女性和任期第二長的州督，也是首位黎巴嫩裔的澳洲州督。作為當時在位最久的州督，她曾於2007至2010年間多次代理澳洲總督職務。她亦於2007年至2012年間兼任雪梨大學之校監。州政府於2010年爆發管治危機時，她始終恪守政治中立原則而獲讚賞。2014年，巴希爾於女王壽辰獲封為女爵士，並於同年退休，理由為「不想任期超過自己眼中的英雄—亞瑟·羅登·卡特勒（戰爭英雄，後來擔任15年的新州州督）」。

## 外部連結
- Governor of New South Wales official website
- University of Sydney – Chancellor Marie Bashir
- Photo: Bashir with RADM Nigel Coates, Commander Australian Fleet, at 2009 RAN Fleet Review. （页面存档备份，存于）
- Photo: Bashir as Honorary Colonel
- Photo: Bashir with ADCs at ANZAC Day 2008.
- Bashir, Marie Roslyn （页面存档备份，存于） in The Encyclopedia of Women and Leadership in Twentieth-Century Australia